# Euphorbia stygiana
Euphorbia stygiana là một loài thực vật có hoa trong họ Đại kích. Loài này được H.C.Watson mô tả khoa học đầu tiên năm 1844.

## Hình ảnh

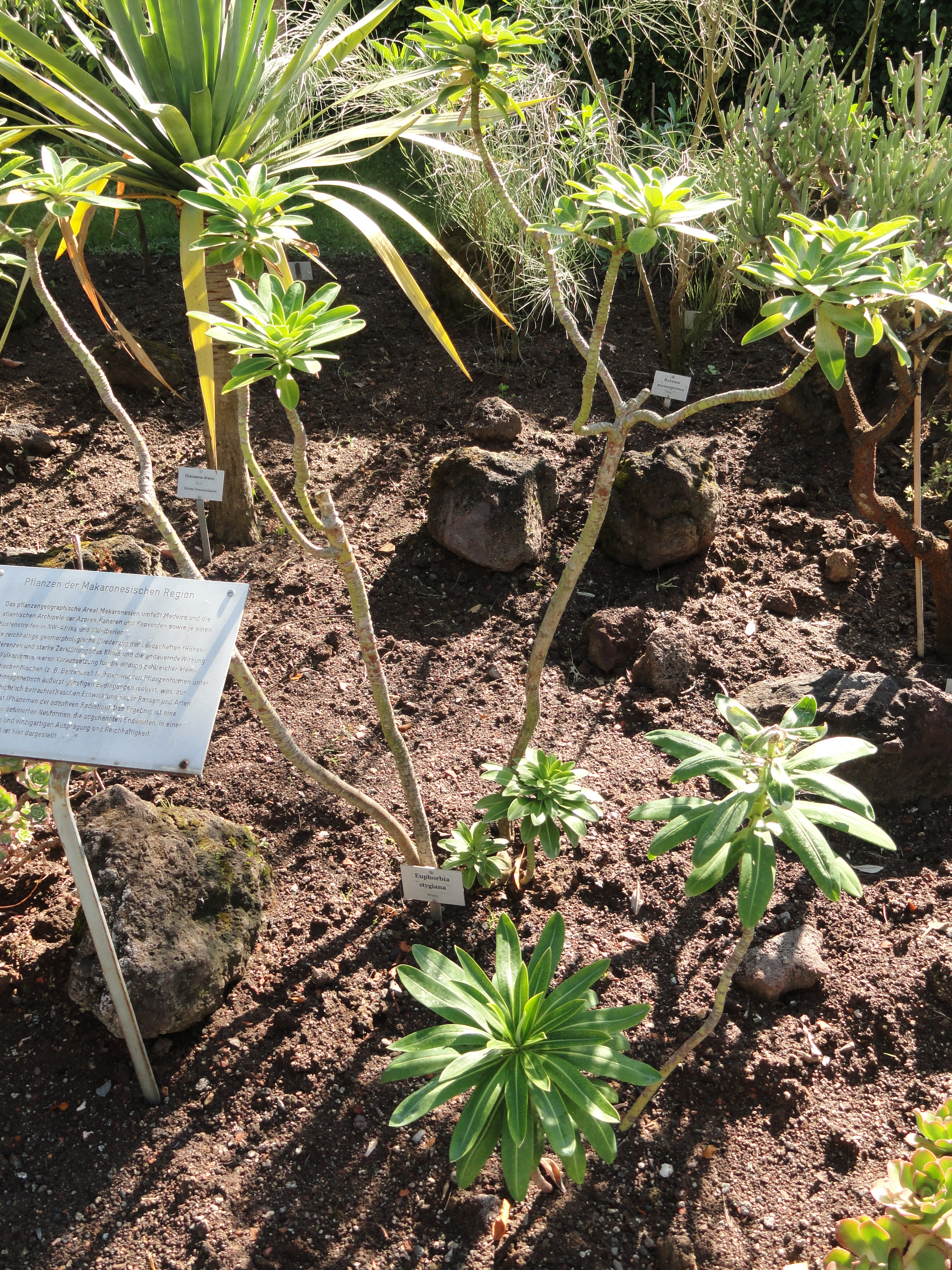
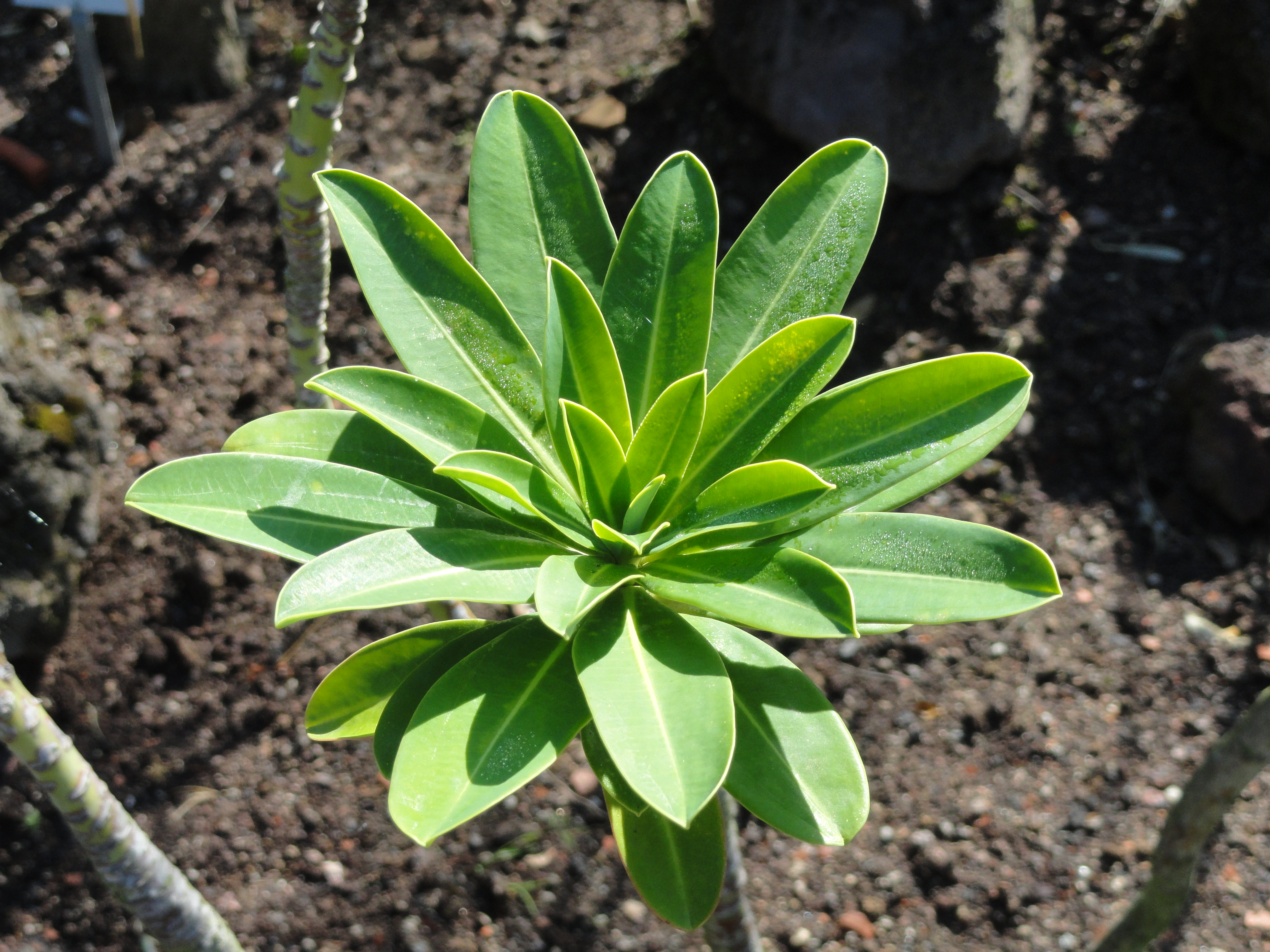